# Merchtem
Merchtem este o comună în provincia Brabantul Flamand, în Flandra, una dintre cele trei regiuni ale Belgiei. Comuna este formată din localitățile Merchtem, Brussegem și Hamme. Suprafața totală este de 36,72 km². Comuna Merchtem este situată în zona flamandă vorbitoare de limba neerlandeză a Belgiei. La 1 ianuarie 2008 comuna avea o populație totală de 15.110 locuitori. 